# Жизнь и творчество Сервантеса
«Жизнь и творчество Сервантеса» (фр. La vie et l'œuvre de Cervantes) — критико-биографический очерк Проспера Мериме, посвященный Мигелю де Сервантесу. Последнее сочинение Мериме, написанное в сентябре-ноябре 1869, впервые напечатанное в Revue des Deux Mondes 15 декабря 1877 и в следующем году перепечатанное в качестве вступительной статьи к новому переводу «Дон Кихота» Люсьена Биара.

## Мериме и Испания
Испанистика была увлечением Мериме на протяжении всей его литературной карьеры. Язык он изучил в студенческие годы, после чего ознакомился не только с «Дон Кихотом», но также с «Назидательными новеллами», комедиями и интермедиями, а возможно даже с «Галатеей» и «Персилесом и Сихисмундой». Кроме этого Мериме читал произведения современников Сервантеса и испанских авторов XVII—XVIII веков. В ноябре 1823 он начал работу над «Театром Клары Гасуль», а печатным дебютом начинающего литератора стала серия статей «Драматическое искусство в Испании», опубликованная в ноябре 1824 в Globe. В 1826 году Мериме написал вступительную статью к новому переводу «Дон Кихота» — «Исторический очерк жизни и сочинений Сервантеса» (Notice historique sur la vie et les ouvrages de Cervantès), в 1829 году балладу «Жемчужина Толедо».
Первое путешествие по Испании Мериме совершил в июле-декабре 1830, после чего неоднократно посещал эту страну, особенно в 1840-е годы. В 1832 году он издал «великолепные» «Письма из Испании», в последующие годы «испанские» новеллы «Души чистилища» (1834) и «Кармен» (1845), пьесу «Два наследства, или Дон-Кихот» (1850) и капитальную историческую работу о Педро Жестоком (1847).
Долгое время писатель состоял в переписке с графиней де Монтихо, матерью императрицы Евгении; 429 его писем к этой даме были опубликованы в 1930 году Пьером Жоссераном.
В 1851 году Мериме написал рецензию на трехтомную «Историю испанской литературы» Джорджа Тикнора, где изложил свои взгляды на этот предмет (статья «Об испанской литературе»). Относительно его мнения о Сервантесе А. Д. Михайлов пишет: «в романе Сервантеса Мериме видел прежде всего веселую занимательную книгу, реалистическое изображение жизни и нравов испанского народа. Общая оценка творчества Сервантеса и его «Дон Кихота» за четверть века, со времени предисловия 1826 г. существенным образом не изменилась».

## Работа над очерком
Вновь к испанской теме маститый писатель вернулся уже в конце жизни, получив просьбу парижского издателя Пьера-Жюля Этцеля о перепечатке его старой статьи о Сервантесе в качестве предисловия к переводу Люсьена Биара. Мериме отказался дать разрешение; в письме от 22 марта 1869 он сообщал Этцелю: «Предисловие, о котором вы говорили, ужасающе, мне стыдно, что я написал его. Если здоровье позволит мне и если у меня будет свободное время, я предложил бы вам новое предисловие. За последние двадцать лет в Испании сделали кое-какие открытия касательно жизни Сервантеса, и нельзя не сказать об этом и этим не воспользоваться».
После некоторых колебаний, вызванных сомнением в том, что состояние здоровья позволит ему довести труд до конца, Мериме взялся за дело и 21 ноября написал Этцелю, что закончил работу. В феврале 1870 он правил корректуру, в июне-июле просмотрел вторую корректуру, но публикация была надолго отложена из-за начавшейся Франко-прусской войны.
Для написания очерка Мериме в короткий срок ознакомился с новейшей литературой по сервантистике и перечитал основные сочинения великого испанца.

## Содержание
Основную часть очерка занимает изложение биографии Сервантеса, выполненное с учетом последних достижений испанских исследователей, в том числе Мартина Фернандеса де Наваррете и Аурелиано Фернандеса-Гуэрры. Отношение к произведениям Сервантеса у Мериме существенно не поменялось и он по-прежнему рассматривал как выдающиеся лишь «Дон Кихота» и «Назидательные новеллы». Ренессансно-барочная проза «Галатеи» по его мнению «старательно закручена», в ней «полно инверсий, единственная цель которых, по-видимому, — показать, что автор не желает писать так, как все говорят». Текст изобилует стилистическими фигурами и педантическими рассуждениями, главная сюжетная линия запутана множеством побочных эпизодов, ни один из которых не имеет развязки, и надо полагать, что автор и не пытался что-либо в этом нагромождении разъяснить. В целом «сейчас эти пастушеские романы читать очень трудно».
«Нумансия» «представляет собой весьма многословный и напыщенный пересказ» истории Нумантинской войны, изложенной Плутархом и Аппианом, и написана настолько плоским и тяжелым стихом, что утомленному читателю хочется воскликнуть: «Писал бы он прозой!». Мериме считает, что пьесы Сервантес писал исключительно для заработка, а потому не слишком заботился о качестве текста, более рассчитывая на театральную машинерию для создания нужного эффекта.
«Путешествие на Парнас» сам Сервантес считал одним из своих лучших произведений, при том, что поэзия никогда не была сильной стороной его таланта, содержание же этой сатиры на плохих поэтов ныне представляет мало интереса, так как упомянутые там имена давно никому ничего не говорят. Тем не менее, сцена штурма Парнаса бездарными виршеплетами могла вдохновить Буало на идею битвы книг.
Комедии и интермедии Мериме находит столь же ходульными и плоскими (интермедии вовсе ниже всякой критики) как и драматургическую продукцию современника Сервантеса Лопе де Веги, хотя и здесь у Сервантеса имеется оправдание, ибо искусственный стиль культистов и эвфуистов был модой того времени. В «Персилесе и Сихисмунде» француз достойным внимания полагал только пролог, все же остальное представляет собой «подражание скучнейшему Феагену и Хариклее Гелиодора», содержащее все недостатки, в которых упрекают «Дон Кихота», и при этом лишенное имеющхся в том замечательных достоинств.
При этом язык и стиль «Дон Кихота» оставались для Мериме загадкой, к решению которой он пытался привлечь своих друзей, в частности Ивана Тургенева, которому 3 сентября 1869 писал:

Этцель просит у меня предисловие для нового издания и перевода «Дон Кихота». Объясняли ли вы себе когда-нибудь не говорю успех, а значение этой книги? Стиль ее превосходен, но чтобы его оценить, надо знать испанский язык. Выдумки тут немного. По сути дела, что может быть более печальным, чем мысли и дела сумасшедшего. Люди, которых этот сумасшедший развлекает — герцог, герцогиня, Альтисидора, — все это общество ужасно. Так почему же все это мне нравится? Вот на это я уже несколько дней ищу ответ и не нахожу его. Мне бы очень хотелось поговорить об этом с вами.— Михайлов А. Д. Сервантес и Мериме, с. 178
Каково было мнение Тургенева, неизвестно, так как его письма к Мериме погибли вместе с архивом писателя, дом которого был разрушен во время подавления коммунистического мятежа в Париже. Некоторый интерес к Сервантесу Мериме у Тургенева, возможно, и пробудил: так в письме к Якову Полонскому тот замечает: «Сервантес до 63-летнего возраста был посредственный, десятистепенный писатель, а там — вдруг взял — да и написал «Дон Кихота» и стал № 1-й».
Через несколько дней после обращения к Тургеневу в письме к своей постоянной корреспондентке Женни Дакен Мериме также вспоминает о романе Сервантеса: «Мне он нравится, но я не могу сказать, по какой именно причине. Напротив, я мог бы привести много доводов в доказательство того, что книга эта плохая. А тем не менее она превосходна».
В результате Мериме в целом подтверждает свое старинное мнение о романе и призывает не искать в нем философской глубины, которой там вполне может и не быть, а также выступает против приписывания Сервантесу каких-либо либеральных, оппозиционных режиму или критических по отношению к церкви и инквизиции взглядов. То же касается и отношения автора «Дон Кихота» к преследуемым меньшинствам: «Беседа двух собак» явно свидетельствует о враждебности к морискам и одобрении правительственных репрессий.
На русском языке очерк был издан в переводе Н. Рыковой в 1963 году в пятом томе Собрания сочинений писателя.